# 蛇状线
蛇状线是一個方程式為{\displaystyle x^{2}y+a^{2}y-abx=0}的曲線，其中{\displaystyle ab>0}。蛇状线也可以用以下的參數式表示：
{\displaystyle x=a\cot(t)},
{\displaystyle y=b\sin(t)\cos(t)}
或是用函數的形式表示
{\displaystyle y={\frac {abx}{x^{2}+a^{2}}}}。
洛必達和惠更斯曾研究過蛇状线，蛇状线是艾薩克·牛頓所命名。

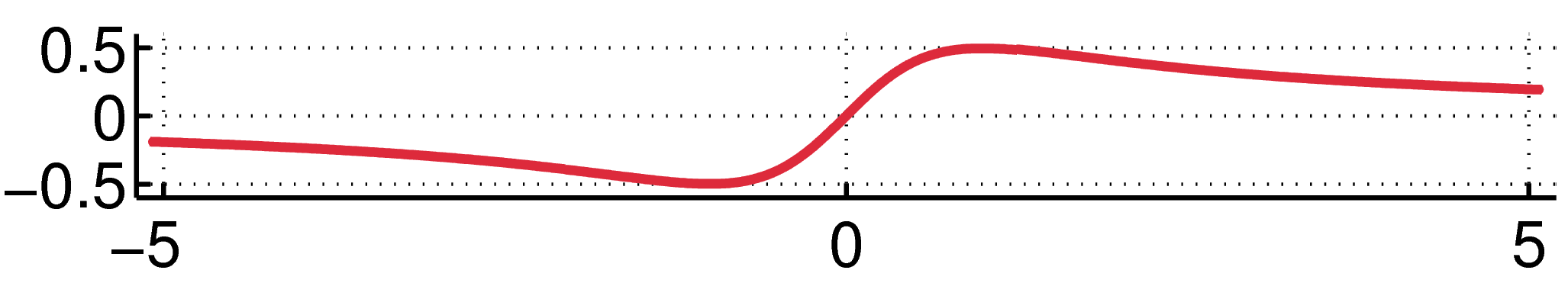
的蛇状线

## 外部連結
- MathWorld - Serpentine Equation （页面存档备份，存于）
- Serpentine （页面存档备份，存于）